# ماك بوك 12 بوصة
ماك بوك 12 بوصة (بالإنجليزية: 12-inch MacBook)‏ يُسمى أيضًا ماك بوك ريتينا (بالإنجليزية: MacBook Retina)‏، ويتم تسويقه رسميًا باسم ماك بوك الجديد (بالإنجليزية: new MacBook)‏ جهاز كمبيوتر ماك محمول متوقف عن الإنتاج من إنتاج شركة أبل، والذي يقع بين ماك بوك آير وماك بوك برو في تشكيلة أجهزة الكمبيوتر المحمولة من أبل.
تم طرحه في مارس 2015. وكان أكثر إحكاما من أي كمبيوتر محمول آخر في عائلة ماك بوك في ذلك الوقت وتضمن شاشة ريتينا وتصميمًا بدون مروحة ولوحة مفاتيح الفراشة ذات مسافة مفتاح أقل. كان به منفذ يو إس بي سي واحد فقط، يستخدم للطاقة والبيانات، بالإضافة إلى مقبس سماعة رأس مقاس 3.5 ملم. تم إصداره في عام 2015، وتمت مراجعته في عام 2017، وتوقف إنتاجه في يوليو 2019، بعد عام من إصدار ماك بوك آير بشاشة ريتينا.

## نظرة عامة
تم الإعلان عن جهاز ماك بوك في حدث خاص لشركة أبل في 9 مارس 2015، وتم إصداره بعد شهر في 10 أبريل. وقد استخدم معالجات إنتل برودويل كور إم بمعدل تصميم حراري يبلغ حوالي 4.5 واط للسماح بتصميم بدون مروحة ولوحة منطقية أصغر بكثير من تلك الموجودة في أجهزة ماك بوكs السابقة. كان له مظهر مشابه لجهاز ماك بوك آير، ولكنه كان أنحف وأخف وزنًا، وقدم (في وقت التقديم) المزيد من التخزين والذاكرة، وشاشة ريتينا بدقة أعلى 2304×1440، ولكن أداء المعالج والرسومات أقل. كان جهاز ماك بوك متاحًا في بعض الأحيان باللون الرمادي الفضائي والفضي والذهبي.

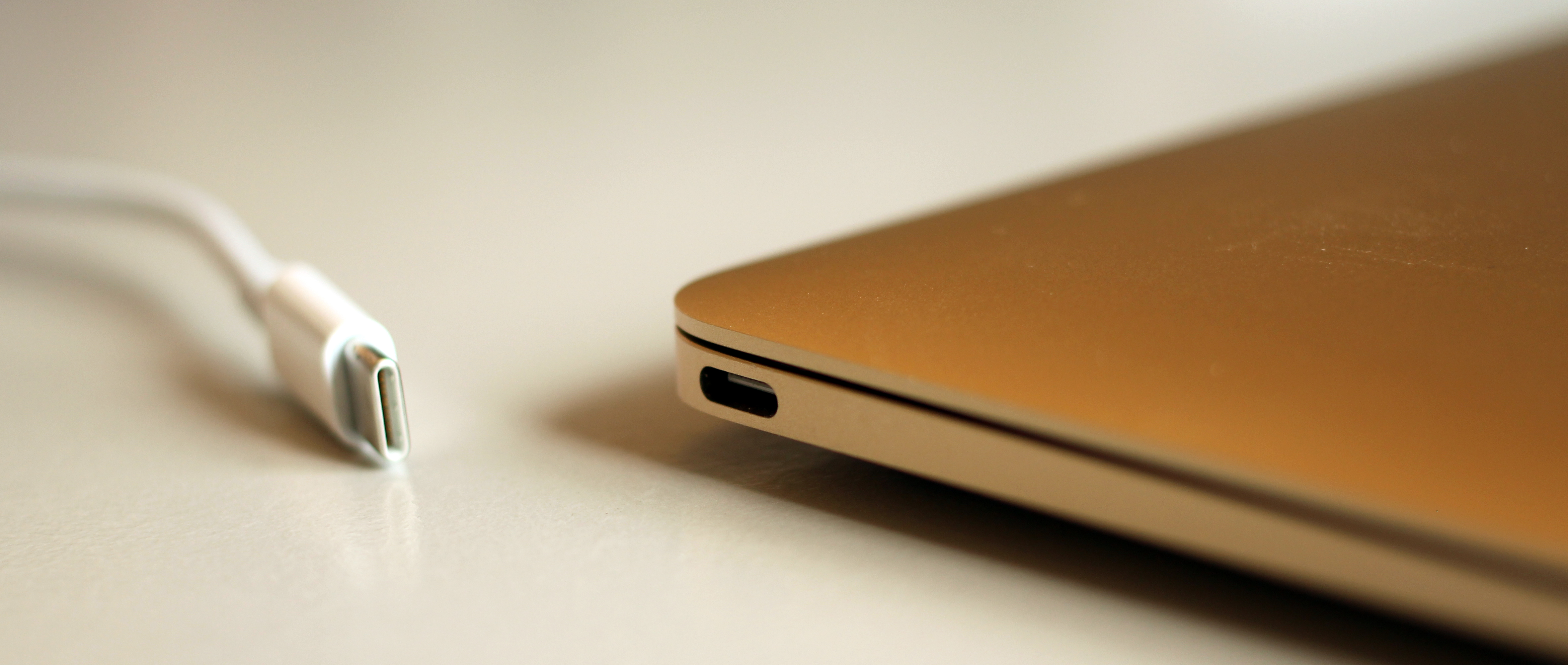
يو إف إس بي سي على ماك بوك

يحتوي جهاز ماك بوك على منفذين فقط، مقبس سماعة رأس مقاس 3.5 مم ومنفذ يو إس بي سي واحد متعدد الأغراض؛ وكان أول جهاز ماك مزودًا بمنفذ يو إس بي سي. يدعم المنفذ سرعات نقل تصل إلى 5 جيجابت/ثانية، ويمكن استخدامه لنقل البيانات وإخراج الصوت والفيديو والشحن؛ وكان أول جهاز ماك بوك بدون شحن ماج سيف. تسوق أبل محولًا يمكنه توفير موصل يو إس بي إيه بالحجم الكامل، و«محول الصوت والفيديو الرقمي متعدد المنافذ الرقمي» مع منفذ شحن ومنفذ يو إس بي إيه بالحجم الكامل ومخرج إتش دي إم آي. على الرغم من أن تقنية منفذ الصاعقة 3 تستخدم موصلات يو إس بي سي، إلا أن منفذ يو إس بي سي في جهاز ماك بوك لا يدعم منفذ الصاعقة. كان أحد جهازي ماك فقط، إلى جانب جهاز ماك برو 2012، اللذين لا يدعمان منفذ الصاعقة منذ طرحه على أجهزة ماك في عام 2011. أجهزة منفذ الصاعقة، مثل وسائط التخزين وشاشة ابل ثندربولت [الإنجليزية]، غير متوافقة. بعد وقت قصير من طرح جهاز ماك بوك، بدأت العديد من الشركات في الإعلان عن الكابلات والمحولات الخاصة بمنفذ يو إس بي سي.
على الرغم من صغر حجمه، إلا أنه يتميز بلوحة مفاتيح كاملة الحجم ولوحة تتبع كبيرة. قدم ماك بوك لوحة مفاتيح الفراشة الجديدة، مع استبدال مفاتيح آلية المقص التقليدية بآلية فراشة جديدة من تصميم أبل، مما يجعل لوحة المفاتيح أنحف، وكما تدعي أبل، مفاتيح فردية أكثر استقرارًا. لم تعد الإضاءة الخلفية للوحة المفاتيح تتكون من صف من مصابيح إل إي دي ولوحة توجيه الضوء، بل استخدمت بدلاً من ذلك مصباح إل إي دي واحدًا لكل مفتاح. كما قدمت لوحة التتبع قوة اللمس [الإنجليزية]، وهي لوحة تتبع ذات حالة صلبة تقيس حساسية الضغط، وتكرر النقر مع ردود الفعل اللمسية. تم جلب لوحة التتبع لاحقًا إلى لوحة التتبع السحرية 2 [الإنجليزية] و ماك بوك برو 2015. تُستخدم أيضًا تقنية مماثلة (اللمس ثلاثي الأبعاد) في ساعة أبل وتم تقديمها مع آيفون 6 إس.
يبلغ سمك العلبة المصنوعة من الألومنيوم 13.1 مم عند أنحف نقطة عند نهاية المفصلة. تم تصميم البطارية خصيصًا لملء المساحة المتوفرة في العلبة الصغيرة. وهي تستخدم خلية بطارية متدرجة من ليثيوم بوليمر بقوة 39.7 واط في الساعة والتي تم الإعلان عنها لتوفير عمر بطارية «طوال اليوم». ادعت شركة أبل تسع ساعات من تصفح الإنترنت أو عشر ساعات من تشغيل أفلام آي تيونز. تم تحسين البطارية في تحديث عام 2016، حيث ادعت شركة أبل عشر ساعات لتصفح الإنترنت، وإحدى عشرة ساعة من تشغيل أفلام آي تيونز. لم يتضمن جهاز ماك بوك أي مادة البيريليوم أو مثبطات اللهب المبرومة أو بلاستيك البولي فينيل كلوريد في بنائه. كانت الشاشة مصنوعة من زجاج خالٍ من الزرنيخ. كانت مصنوعة من مواد قابلة لإعادة التدوير مثل الألومنيوم والزجاج، وتفي بمعايير نجمة الطاقة 6.1، وحصلت على تصنيف أداة التقييم البيئي للمنتجات الإلكترونية الذهبي.
في 19 أبريل 2016، قامت شركة أبل بتحديث جهاز ماك بوك بمعالجات سكاي ليك [الإنجليزية] كور إم، ورسومات إنتل إتش دي 515، وذاكرة أسرع، وعمر بطارية أطول، وتخزين أسرع ولون ذهبي وردي جديد.
في 5 يونيو 2017، قامت شركة أبل بتحديث جهاز ماك بوك بمعالجات إنتل كابي ليك [الإنجليزية] إم3 وآي5 وآي7 (المعروفة سابقًا باسم إم3 وإم5 وإم7). وقد تميز بلوحة مفاتيح الفراشة من الجيل الثاني، والتي قدمت رموزًا جديدة لمفاتيح التحكم والخيارات. كما يتميز أيضًا بتخزين وذاكرة أسرع. في 30 أكتوبر 2018، ألغت أبل بهدوء خيارين للألوان (ذهبي وردي والذهبي الأصلي) وأضافت خيار لون جديد (الذهبي الجديد) لمطابقة مخطط ألوان أجهزة أبل لعام 2018.
في 9 يوليو 2019، أوقفت شركة أبل بهدوء خط إنتاج أجهزة ماك بوك. في 7 يونيو 2021، أعلنت شركة أبل عن نظام التشغيل ماك أو إس مونتيري الذي أوقف دعم طراز ماك بوك 2015 المبكر. في 30 يونيو 2021، أضافت أبل طراز ماك بوك 2015 المبكر إلى قائمة «المنتجات القديمة»، مما يجعله مؤهلاً للحصول على دعم محدود للمنتج فقط. في 6 يونيو 2022، أعلنت أبل عن نظام التشغيل ماك أو إس فينتورا الذي أوقف دعم طراز ماك بوك 2016 المبكر. في 5 يونيو 2023، أعلنت أبل عن نظام التشغيل ماك أو إس سونوما الذي أوقف دعم طراز 2017، مما يمثل نهاية تحديثات ماك أو إس للعائلة. في 30 يونيو 2023، أضافت أبل طراز ماك بوك 2015 المبكر إلى قائمة «المنتجات القديمة»، مما يجعله نهاية دعم المنتج ويوقف جميع خدمات الأجهزة.

## التصميم

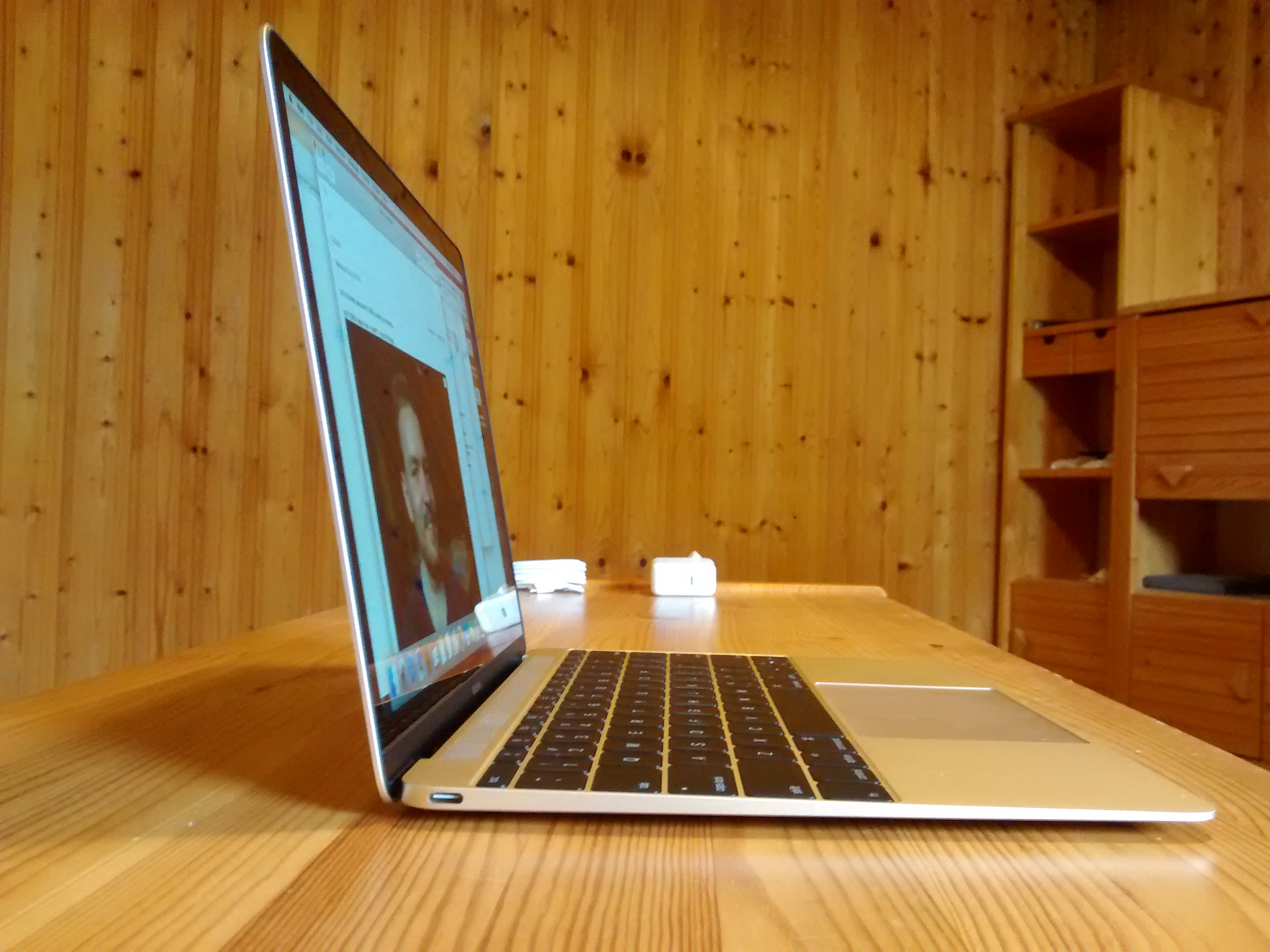
منظر جانبي لجهاز ماك بوك

من الخارج، يتبع جهاز ماك بوك تصميم جهاز ماك بوك آير مع هيكل من الألومنيوم المدبب. يحتوي على شاشة مسطحة ذات حواف سوداء تشبه جهاز ماك بوك برو. شعار أبل الموجود في الجزء الخلفي من الشاشة لامع ومعتم، وليس مضاءً من الخلف وأبيضًا كما هو الحال في كل أجهزة الكمبيوتر المحمولة من أبل منذ باور بوك جي 3 لعام 1999 وآي بوك لعام 2001.
الحروف الموجودة على لوحة مفاتيح ماك بوك واسم الطراز في أسفل إطار الشاشة مكتوبة بخط سان فرانسيسكو، في حين استخدمت أجهزة الكمبيوتر المحمولة السابقة التي صنعتها أبل خط في إيه جي مدور [الإنجليزية].
قامت شركة أبل بتحديث الكلمة الموجودة على الخط الموجود على ذقن جهاز ماك بوك الخاص بها إلى سان فرانسيسكو في طراز 2017.

## الاستقبال
كان استقبال ماك بوك مختلطًا. أشاد النقاد بتصميم المنتج وجودته بشكل عام، واعتبره البعض خليفة محتمل لماك بوك إير، حيث كان لجهاز إير تصميم قديم وشاشة منخفضة الدقة. ومع ذلك، استمرت شركة أبل في تقديم ماك بوك إير بينما بيع ماك بوك بسعر أعلى بكثير. وصف العديد ماك بوك بأنه تصميم محدود من الجيل الأول لإثبات المفهوم للمتبنين الأوائل، وأوصوا بعدم شراء ماك بوك حتى يصل إلى مرحلة النضج الأكبر، وينخفض سعره بما يكفي للتبني السائد. اعتُبر الأداء البطيء لمعالج إنتل كور إم العيب الرئيسي لماك بوك الجديد، مقارنةً بجهازي ماك بوك إير وماك بوك برو الأرخص والأسرع. من بين الانتقادات الأخرى لجهاز ماك بوك الجديد الافتقار إلى العديد من المنافذ الشائعة، وخاصة منافذ يو إس بي من النوع أ، وأنه يحتوي فقط على منفذ واحد يحد من نقل البيانات والراحة العامة دون استخدام محول.
تلقت لوحة المفاتيح انتقادات كبيرة لكونها سيئة للاستخدام على المدى الطويل: وصف المطور ماركو أرمينت [الإنجليزية] تصميم الكمبيوتر المحمول وحجمه الصغير بأنه «مذهل للغاية وثوري ومذهل... حتى تحتاج إلى استخدام لوحة المفاتيح لشيء ما.» كما انتقد لوحة التتبع باعتبارها أسوأ من تلك الموجودة في أجهزة ماك بوك السابقة، وقال إنه سيعيد الطراز الذي اشتراه.
زعم تقرير صادر عن مجتمع أبل أن لوحة مفاتيح الفراشة المحدثة تفشل مرتين أكثر من النماذج السابقة، غالبًا بسبب جزيئات عالقة أسفل المفاتيح. تم تقدير تكلفة إصلاح المفاتيح العالقة بأكثر من 700 دولار. في مايو 2018، تم رفع دعويين قضائيتين جماعيتين ضد شركة أبل فيما يتعلق بمشكلة لوحة المفاتيح، حيث زعمت إحداهما «تهديدًا مستمرًا للمفاتيح غير المستجيبة وفشل لوحة المفاتيح المصاحب» واتهمت شركة أبل بعدم تنبيه المستهلكين إلى المشكلة. في يونيو 2018، أعلنت شركة أبل عن برنامج خدمة «لخدمة لوحات مفاتيح ماك بوك وماك بوك برو المؤهلة مجانًا».

## المواصفات الفنية
| النموذج         | النموذج                         | أوائل 2015 | أوائل 2015 | أوائل 2016 | أوائل 2016 | 2017 | 2017 |                                                                        |
| --------------- | ------------------------------- | --- | --- | --- | --- | --- | --- | ---------------------------------------------------------------------- |
| الخط الزمني     | الإعلان                         | 9 مارس 2015 | 9 مارس 2015 | 19 أبريل 2016 | 19 أبريل 2016 | 5 يونيو 2017 | 5 يونيو 2017 |                                                                        |
| الخط الزمني     | الإصدار                         | 10 أبريل 2015 | 10 أبريل 2015 | 19 أبريل 2016 | 19 أبريل 2016 | 6 يونيو 2017[بحاجة لمصدر] | 6 يونيو 2017[بحاجة لمصدر] |                                                                        |
| الخط الزمني     | تم إيقافه                       | 19 أبريل 2016 | 19 أبريل 2016 | 5 يونيو 2017 | 5 يونيو 2017 | 9 يوليو 2019 | 9 يوليو 2019 |                                                                        |
| الخط الزمني     | غير مدعوم                       | 26 سبتمبر 2023 | 26 سبتمبر 2023 | 16 سبتمبر 2024 | 16 سبتمبر 2024 | تحديثات الأمان فقط | تحديثات الأمان فقط |                                                                        |
| الخط الزمني     | كلاسيكي                         | 30 يونيو 2021 | 30 يونيو 2021 | 31 يونيو 2022 | 31 يونيو 2022 | 8 أكتوبر 2024 | 8 أكتوبر 2024 |                                                                        |
| الخط الزمني     | توقف دعمها                      | 30 يونيو 2023 | 30 يونيو 2023 | 23 سبتمبر 2024 | 23 سبتمبر 2024 | توقف دعمها | توقف دعمها |                                                                        |
| الإنتاج         | معرف النموذج                    | ماك بوك8،1 | ماك بوك8،1 | ماك بوك9،1 | ماك بوك9،1 | ماك بوك10،1 | ماك بوك10،1 |                                                                        |
| الإنتاج         | رقم النموذج                     | إيه1534، إي أم سي 2746 | إيه1534، إي أم سي 2746 | إيه1534، إي أم سي 2991 | إيه1534، إي أم سي 2991 | إيه1534، إي أم سي 3099 | إيه1534، إي أم سي 3099 |                                                                        |
| الإنتاج         | أرقام الطلب                     | إم جيه واي32 (رمادي فلكي) إم إف855 (فضي) إم كي4 إم2 (ذهبي) | إم جيه واي42 (رمادي فلكي) إم إف865 (فضي) إم كي4 إن2 (ذهبي) | إم إل إتش72 (رمادي فلكي) إم إل إتش إيه2 (فضي) إم إل إتش إي2 (ذهبي) إم إم جيه إل2 (ذهبي وردي)                                                                                     | إم إل إتش82 (رمادي فلكي) إم إل إتش سي2 (فضي) إم إل إتش إف2 (ذهبي) إم إم جي إم2 (ذهبي وردي)                                                                                       | إم إن واي إف2 (رمادي فلكي) إم إن واي إتش2 (فضي) إم إن واي كي2 (ذهبي) إم إن واي إم2 (ذهبي وردي) في 30 أكتوبر 2018 الذهبي والذهبي وردي تم إيقافها وتم استبداله بإم آر كيو إن2 (ذهبي)                 | إم إن واي جي2 (رمادي فلكي) إم إن واي جيه2 (فضي) إم إن واي إل2 (ذهبي) إم إن واي إن2 (ذهبي وردي) في 30 أكتوبر 2018 ذهبي وذهبي وردي تم إيقافها وتم استبداله بإم آر كيو بي2 (ذهبي)   |                                                                        |
| الشاشة          | الشاشة                          | شاشة ريتنا عريضة لامعة مقاس 12 بوصة بإضاءة خلفية إل إي دي، بدقة 2304×1440 (16×10)، و226 بكسل/بوصة، مع ملايين الألوان (الدقة المدعومة: 2880×1800، 2560×1600 (افتراضي)، 2048×1280) | شاشة ريتنا عريضة لامعة مقاس 12 بوصة بإضاءة خلفية إل إي دي، بدقة 2304×1440 (16×10)، و226 بكسل/بوصة، مع ملايين الألوان (الدقة المدعومة: 2880×1800، 2560×1600 (افتراضي)، 2048×1280) | شاشة ريتنا عريضة لامعة مقاس 12 بوصة بإضاءة خلفية إل إي دي، بدقة 2304×1440 (16×10)، و226 بكسل/بوصة، مع ملايين الألوان (الدقة المدعومة: 2880×1800، 2560×1600 (افتراضي)، 2048×1280) | شاشة ريتنا عريضة لامعة مقاس 12 بوصة بإضاءة خلفية إل إي دي، بدقة 2304×1440 (16×10)، و226 بكسل/بوصة، مع ملايين الألوان (الدقة المدعومة: 2880×1800، 2560×1600 (افتراضي)، 2048×1280) | شاشة ريتنا عريضة لامعة مقاس 12 بوصة بإضاءة خلفية إل إي دي، بدقة 2304×1440 (16×10)، و226 بكسل/بوصة، مع ملايين الألوان (الدقة المدعومة: 2880×1800، 2560×1600 (افتراضي)، 2048×1280)                   | شاشة ريتنا عريضة لامعة مقاس 12 بوصة بإضاءة خلفية إل إي دي، بدقة 2304×1440 (16×10)، و226 بكسل/بوصة، مع ملايين الألوان (الدقة المدعومة: 2880×1800، 2560×1600 (افتراضي)، 2048×1280) |                                                                        |
| كاميرا الفيديو  | كاميرا الفيديو                  | آي سايت [الإنجليزية] (480p) | آي سايت [الإنجليزية] (480p) | آي سايت [الإنجليزية] (480p) | آي سايت [الإنجليزية] (480p) | آي سايت [الإنجليزية] (480p) | آي سايت [الإنجليزية] (480p) |                                                                        |
| الأداء          | المعالج                         | معالج إنتل كور إم-5واي31 برودويل ثنائي النواة بسرعة 1.1 جيجا هرتز (تعزيز توربو يصل إلى 2.4 جيجا هرتز)                                                                            | معالج إنتل كور إم-5واي51 برودويل ثنائي النواة بسرعة 1.2 جيجا هرتز (تعزيز توربو يصل إلى 2.6 جيجا هرتز)                                                                            | 1.1 جيجاهرتز 2-نواه إنتل كور إم3-6واي30 سكاي ليك (وضع سي تي دي بي يصل، تعزيز التوربو يصل إلى 2.2 جيجاهرتز)                                                                       | معالج معالج إنتل كور إم5-6Y54 سكاي ليك ثنائي النواة بسرعة 1.2 جيجاهرتز (وضع إلى سي تي دي بي، تعزيز توربو يصل إلى 2.7 جيجاهرتز)                                                   | معالج إنتل كور إم3-7واي32 كابي ليك ثنائي النواة بسرعة 1.2 جيجا هرتز (تعزيز توربو يصل إلى 3.0 جيجا هرتز)                                                                                            | معالج إنتل كور آي5-7واي54 كابي Lake ثنائي النواة بسرعة 1.3 جيجا هرتز (تعزيز توربو يصل إلى 3.2 جيجا هرتز)                                                                         |                                                                        |
| الأداء          | المعالج                         | معالج إنتل كور إم-5واي71 برودويل ثنائي النواة بسرعة 1.3 جيجاهرتز اختياري (يصل إلى 2.9 جيجاهرتز مع ميزة تعزيز توربو)                                                              | معالج إنتل كور إم-5واي71 برودويل ثنائي النواة بسرعة 1.3 جيجاهرتز اختياري (يصل إلى 2.9 جيجاهرتز مع ميزة تعزيز توربو)                                                              | معالج إنتل كور إم7-6واي75 سكاي ليك ثنائي النواة بسرعة 1.3 جيجاهرتز (وضع سي تي دي بي أعلى، تعزيز توربو حتى 3.1 جيجاهرتز)                                                          | معالج إنتل كور إم7-6واي75 سكاي ليك ثنائي النواة بسرعة 1.3 جيجاهرتز (وضع سي تي دي بي أعلى، تعزيز توربو حتى 3.1 جيجاهرتز)                                                          | معالج إنتل كور آي5-7واي54 كابي ليك ثنائي النواة بسرعة 1.3 جيجاهرتز (دفعة توربو حتى 3.2 جيجاهرتز) أو معالج إنتل كور آي7-7Y75 كابي ليك ثنائي النواة بسرعة 1.4 جيجاهرتز (دفعة تيربو حتى 3.6 جيجاهرتز) | معالج إنتل كور إم آي7-7واي75 سكابي ليك ثنائي النواة بسرعة 1.4 جيجاهرتز اختياري (تعزيز توربو حتى 3.6 جيجاهرتز)                                                                    |                                                                        |
| الأداء          | ذاكرة التخزين المؤقت (كاتش)     | ذاكرة تخزين مؤقتة L3 بحجم 4 ميجابايت | ذاكرة تخزين مؤقتة L3 بحجم 4 ميجابايت | ذاكرة تخزين مؤقتة L3 بحجم 4 ميجابايت | ذاكرة تخزين مؤقتة L3 بحجم 4 ميجابايت | ذاكرة تخزين مؤقتة L3 بحجم 4 ميجابايت | ذاكرة تخزين مؤقتة L3 بحجم 4 ميجابايت |                                                                        |
| الأداء          | ناقل النظام                     | — | — | 4 جي تي/ أو بي آي (الحد الأقصى للنطاق الترددي النظري 4 جيجابايت/ثانية) | 4 جي تي/ أو بي آي (الحد الأقصى للنطاق الترددي النظري 4 جيجابايت/ثانية) | 4 جي تي/ أو بي آي (الحد الأقصى للنطاق الترددي النظري 4 جيجابايت/ثانية) | 4 جي تي/ أو بي آي (الحد الأقصى للنطاق الترددي النظري 4 جيجابايت/ثانية) | 4 جي تي/ أو بي آي (الحد الأقصى للنطاق الترددي النظري 4 جيجابايت/ثانية) |
| الأداء          | الذاكرة                         | 8 جيجابايت 1600 ميغا هرتز إل بي دي دي آر 3 ذاكرة الوصول العشوائي الديناميكية | 8 جيجابايت 1600 ميغا هرتز إل بي دي دي آر 3 ذاكرة الوصول العشوائي الديناميكية | ذاكرة وصول عشوائي إل بي دي دي آر 3 إس دي رام بسعة 8 جيجابايت وتردد 1866 ميجاهرتز                                                                                                 | ذاكرة وصول عشوائي إل بي دي دي آر 3 إس دي رام بسعة 8 جيجابايت وتردد 1866 ميجاهرتز                                                                                                 | 8 جيجابايت 1866 ميغا هرتز إل بي دي دي آر 3 ذاكرة الوصول العشوائي الديناميكية اختياري لـ16 جيجابايت من ذاكرة الوصول العشوائي (رام) في وقت الشراء فقط                                                | 8 جيجابايت 1866 ميغا هرتز إل بي دي دي آر 3 ذاكرة الوصول العشوائي الديناميكية اختياري لـ16 جيجابايت من ذاكرة الوصول العشوائي (رام) في وقت الشراء فقط                              |                                                                        |
| الأداء          | الرسومات                        | رسومات إنتل عالية الدقة 5300 مع إل بي دي دي آر 3 ذاكرة الوصول العشوائي الديناميكية مشترك مع الذاكرة الرئيسية                                                                     | رسومات إنتل عالية الدقة 5300 مع إل بي دي دي آر 3 ذاكرة الوصول العشوائي الديناميكية مشترك مع الذاكرة الرئيسية                                                                     | رسومات إنتل عالية الدقة 515 مع إل بي دي دي آر 3 ذاكرة الوصول العشوائي الديناميكية مشترك مع الذاكرة الرئيسية                                                                      | رسومات إنتل عالية الدقة 515 مع إل بي دي دي آر 3 ذاكرة الوصول العشوائي الديناميكية مشترك مع الذاكرة الرئيسية                                                                      | رسومات إنتل عالية الدقة 615 مع إل بي دي دي آر 3 ذاكرة الوصول العشوائي الديناميكية مشترك مع الذاكرة الرئيسية                                                                                        | رسومات إنتل عالية الدقة 615 مع إل بي دي دي آر 3 ذاكرة الوصول العشوائي الديناميكية مشترك مع الذاكرة الرئيسية                                                                      |                                                                        |
| الأداء          | Flash storage                   | 256 جيجابايت إن في إم إي/بي سي آي إي 2.0 ×4، 5.0 جي تي/ثانية | 512 جيجابايت إن في إم إي/بي سي آي إي 2.0 ×4، 5.0 جي تي/ثانية | 256 جيجابايت إن في إم إي/بي سي آي إي 3.0 ×2، 8.0 جي تي/ثانية | 512 جيجابايت إن في إم إي/بي سي آي إي 3.0 ×2، 8.0 جيجابايت | 256 جيجابايت إن في إم إي | 512 جيجابايت إن في إم إي |                                                                        |
| المداخل/المخارج | Wi-Fi                           | آي تربل إي 802.11 متكامل (2.4 جيجاهرتز و5 جيجاهرتز، حتى 1.3 جيجابت/ثانية) | آي تربل إي 802.11 متكامل (2.4 جيجاهرتز و5 جيجاهرتز، حتى 1.3 جيجابت/ثانية) | آي تربل إي 802.11 متكامل (2.4 جيجاهرتز و5 جيجاهرتز، حتى 1.3 جيجابت/ثانية) | آي تربل إي 802.11 متكامل (2.4 جيجاهرتز و5 جيجاهرتز، حتى 1.3 جيجابت/ثانية) | آي تربل إي 802.11 متكامل (2.4 جيجاهرتز و5 جيجاهرتز، حتى 1.3 جيجابت/ثانية) | آي تربل إي 802.11 متكامل (2.4 جيجاهرتز و5 جيجاهرتز، حتى 1.3 جيجابت/ثانية) |                                                                        |
| المداخل/المخارج | بلوتوث                          | بلوتوث 4.0 | بلوتوث 4.0 | بلوتوث 4.0 | بلوتوث 4.0 | بلوتوث 4.2 | بلوتوث 4.2 |                                                                        |
| المداخل/المخارج | يو إس بي                        | يو إس بي 3.1 الجيل الأول عبر يو إس بي سي، حتى 5 جيجابت/ثانية (للحصول على الطاقة، يتم التحويل إلى يو إس بي نوع إيه ومخرج الفيديو عبر محول منفصل)                                  | يو إس بي 3.1 الجيل الأول عبر يو إس بي سي، حتى 5 جيجابت/ثانية (للحصول على الطاقة، يتم التحويل إلى يو إس بي نوع إيه ومخرج الفيديو عبر محول منفصل)                                  | يو إس بي 3.1 الجيل الأول عبر يو إس بي سي، حتى 5 جيجابت/ثانية (للحصول على الطاقة، يتم التحويل إلى يو إس بي نوع إيه ومخرج الفيديو عبر محول منفصل)                                  | يو إس بي 3.1 الجيل الأول عبر يو إس بي سي، حتى 5 جيجابت/ثانية (للحصول على الطاقة، يتم التحويل إلى يو إس بي نوع إيه ومخرج الفيديو عبر محول منفصل)                                  | يو إس بي 3.1 الجيل الأول عبر يو إس بي سي، حتى 5 جيجابت/ثانية (للحصول على الطاقة، يتم التحويل إلى يو إس بي نوع إيه ومخرج الفيديو عبر محول منفصل)                                                    | يو إس بي 3.1 الجيل الأول عبر يو إس بي سي، حتى 5 جيجابت/ثانية (للحصول على الطاقة، يتم التحويل إلى يو إس بي نوع إيه ومخرج الفيديو عبر محول منفصل)                                  |                                                                        |
| المداخل/المخارج | الصوت                           | مقبس صوت سماعة الرأس (يدعم سماعة آيفون مع جهاز التحكم عن بعد والميكروفون) | مقبس صوت سماعة الرأس (يدعم سماعة آيفون مع جهاز التحكم عن بعد والميكروفون) | مقبس صوت سماعة الرأس (يدعم سماعة آيفون مع جهاز التحكم عن بعد والميكروفون) | مقبس صوت سماعة الرأس (يدعم سماعة آيفون مع جهاز التحكم عن بعد والميكروفون) | مقبس صوت سماعة الرأس (يدعم سماعة آيفون مع جهاز التحكم عن بعد والميكروفون) | مقبس صوت سماعة الرأس (يدعم سماعة آيفون مع جهاز التحكم عن بعد والميكروفون) |                                                                        |
| المداخل/المخارج | مخرج الفيديو                    | وضع منفذ عرض يو إس بي سي1.2 البديل (الحد الأقصى 4096×2304 عند 48 هرتز أو 3840×2160 عند 60 هرتز)                                                                                  | وضع منفذ عرض يو إس بي سي1.2 البديل (الحد الأقصى 4096×2304 عند 48 هرتز أو 3840×2160 عند 60 هرتز)                                                                                  | وضع منفذ عرض يو إس بي سي 1.2 البديل (الحد الأقصى 4096 × 2304 عند 60 هرتز) | وضع منفذ عرض يو إس بي سي 1.2 البديل (الحد الأقصى 4096 × 2304 عند 60 هرتز) | وضع منفذ عرض يو إس بي سي 1.2 البديل (الحد الأقصى 4096 × 2304 عند 60 هرتز) | وضع منفذ عرض يو إس بي سي 1.2 البديل (الحد الأقصى 4096 × 2304 عند 60 هرتز) |                                                                        |
| المداخل/المخارج | لوحة المفاتيح                   | تقنية الفراشة | تقنية الفراشة | تقنية الفراشة | تقنية الفراشة | الجيل الثاني من تقنية الفراشة | الجيل الثاني من تقنية الفراشة |                                                                        |
| القوة           | القوة                           | بطارية 39.7 واط في الساعة محول طاقة يو إس بي سي بقوة 29 واط | بطارية 39.7 واط في الساعة محول طاقة يو إس بي سي بقوة 29 واط | بطارية بقوة 41.4 واط محول طاقة يو إس بي سي بقوة 29 واط | بطارية بقوة 41.4 واط محول طاقة يو إس بي سي بقوة 29 واط | بطارية بقوة 41.4 واط محول طاقة يو إس بي سي بقوة 29 واط | بطارية بقوة 41.4 واط محول طاقة يو إس بي سي بقوة 29 واط |                                                                        |
| المظهر          | الوزن                           | 2.03 رطل (0.92 كـغ) | 2.03 رطل (0.92 كـغ) | 2.03 رطل (0.92 كـغ) | 2.03 رطل (0.92 كـغ) | 2.03 رطل (0.92 كـغ) | 2.03 رطل (0.92 كـغ) |                                                                        |
| المظهر          | الأبعاد (العرض × العمق × السمك) | 11.04 بوصة × 7.74 بوصة × 0.14 بوصة–0.52 بوصة (280.42 مـم × 196.60 مـم × 3.56 مـم–13.21 مـم)                                                                                      | 11.04 بوصة × 7.74 بوصة × 0.14 بوصة–0.52 بوصة (280.42 مـم × 196.60 مـم × 3.56 مـم–13.21 مـم)                                                                                      | 11.04 بوصة × 7.74 بوصة × 0.14 بوصة–0.52 بوصة (280.42 مـم × 196.60 مـم × 3.56 مـم–13.21 مـم)                                                                                      | 11.04 بوصة × 7.74 بوصة × 0.14 بوصة–0.52 بوصة (280.42 مـم × 196.60 مـم × 3.56 مـم–13.21 مـم)                                                                                      | 11.04 بوصة × 7.74 بوصة × 0.14 بوصة–0.52 بوصة (280.42 مـم × 196.60 مـم × 3.56 مـم–13.21 مـم) | 11.04 بوصة × 7.74 بوصة × 0.14 بوصة–0.52 بوصة (280.42 مـم × 196.60 مـم × 3.56 مـم–13.21 مـم)                                                                                      |                                                                        |
| المظهر          | الألوان                         | رمادي فلكي، فضي، ذهبي | رمادي فلكي، فضي، ذهبي | رمادي فلكي، فضي، ذهبي، ذهبي وردي | رمادي فلكي، فضي، ذهبي، ذهبي وردي | رمادي فلكي، فضي، ذهبي، ذهبي وردي; in 2018، ذهبي وردي وذهبي (الأصلي) تم استبدالها بأخرى جديدة ذهبي                                                                                                  | رمادي فلكي، فضي، ذهبي، ذهبي وردي; in 2018، ذهبي وردي وذهبي (الأصلي) تم استبدالها بأخرى جديدة ذهبي                                                                                |                                                                        |
| OS              | الحد الأدنى                     | أو إس إكس 10.10 يوسيميتي | أو إس إكس 10.10 يوسيميتي | أو إس إكس 10.11 إل كابيتان | أو إس إكس 10.11 إل كابيتان | ماك أو إس 10.12 سييرا | ماك أو إس 10.12 سييرا |                                                                        |
| OS              | أحدث إصدار                      | ماك أو إس 11 بيغ سور | ماك أو إس 11 بيغ سور | ماك أو إس 12 مونتيري | ماك أو إس 12 مونتيري | ماك أو إس 13 فينتورا | ماك أو إس 13 فينتورا |                                                                        |

## أنظمة التشغيل المدعومة

### إصدارات ماك أو إس المدعومة
| إصدار نظام التشغيل | النموذج    | النموذج    | النموذج |
| إصدار نظام التشغيل | أوائل 2015 | أوائل 2016 | 2017    |
| ------------------ | ---------- | ---------- | ------- |
| يوسيميتي 10.10     | 10.10.2    | —          | —       |
| إل كابيتان 10.11   | Yes        | 10.11.4    | —       |
| سييرا 10.12        | Yes        | Yes        | 10.12.5 |
| هاي سييرا 10.13    | Yes        | Yes        | Yes     |
| موهافي 10.14       | Yes        | Yes        | Yes     |
| كاتالينا 10.15     | Yes        | Yes        | Yes     |
| بيغ سور 11         | Yes        | Yes        | Yes     |
| مونتيري 12         | باتش       | Yes        | Yes     |
| فينتورا 13         | باتش       | باتش       | Yes     |
| سيكويا 14          | باتش       | باتش       | باتش    |
| سيكويا 15          | باتش       | باتش       | باتش    |

### إصدارات ويندوز
| نسخة ويندوز | النموذج               | النموذج |
| نسخة ويندوز | أوائل 2015-أوائل 2016 | 2017    |
| ----------- | --------------------- | ------- |
| ويندوز 8    | Yes                   | No      |
| ويندوز 8.1  | Yes                   | No      |
| ويندوز 10   | Yes                   | Yes     |
| ويندوز 11   |                       |         |

1. ↑  لا يمكن تثبيت ويندوز 8 إلا على أجهزة ماك التي تعمل بنظام بوت كامب 5.0 إلى 6.0. ويشمل ذلك نظام التشغيل أو إس إكس 10.11 والإصدارات الأقدم.
2. ↑  يتم دعم الإصدارات 64 بت من ويندوز فقط لنظام التشغيل ويندوز 8 والإصدارات الأحدث.
3. ↑  لا يمكن تثبيت ويندوز 8.1 إلا على أجهزة ماك التي تعمل بنظام بوت كامب 5.1 أو إصدار أحدث، والتي تعمل بنظام ماك أو إس هاي سييرا أو إصدار أقدم. لم تعد الإصدارات الأحدث من ماك أو إس تدعم نظام ويندوز 8.1.
4. ↑  لا يمكن تثبيت ويندوز 10 إلا على أجهزة ماك التي تعمل بنظام بوت كامب 6.0 أو إصدار أحدث. وهو الإصدار الوحيد المدعوم من ويندوز على ماك أو إس موهافي والإصدارات الأحدث.

## الخط الزمني
| الجدول الزمني لأجهزة ماكنتوش المحمولة            |
| ------------------------------------------------ |
| طالع أيضًا: [[: قائمة موديلات ماك [الإنجليزية] ]] |

## الملاحظات
1. ↑  لن تحصل منتجات ماك التي تم إيقاف إنتاجها منذ أقل من 5 سنوات على إصدارات ماك أو إس.
2. ↑  منتجات lh; التي تم إيقاف إنتاجها منذ ما بين 5 و7 سنوات ولكنها لا تزال تدعم أحدث إصدار من برامج ماك أو إس. يتم توفير دعم الأجهزة فقط من خلال موفري خدمات أبل في الولايات المتحدة وتركيا.

## وصلات خارجية
- ماك بوك
 – الموقع الرسمي (بالإنجليزية)